# Маргија де Жос (Арђеш)
Маргија де Жос (рум. Mârghia de Jos) насеље је у Румунији у округу Арђеш у општини Лунка Корбулуј. Oпштина се налази на надморској висини од 245 m.

## Становништво
Према подацима из 2002. године у насељу је живело 342 становника, од којих су сви румунске националности.